# رموز بی‌خودی

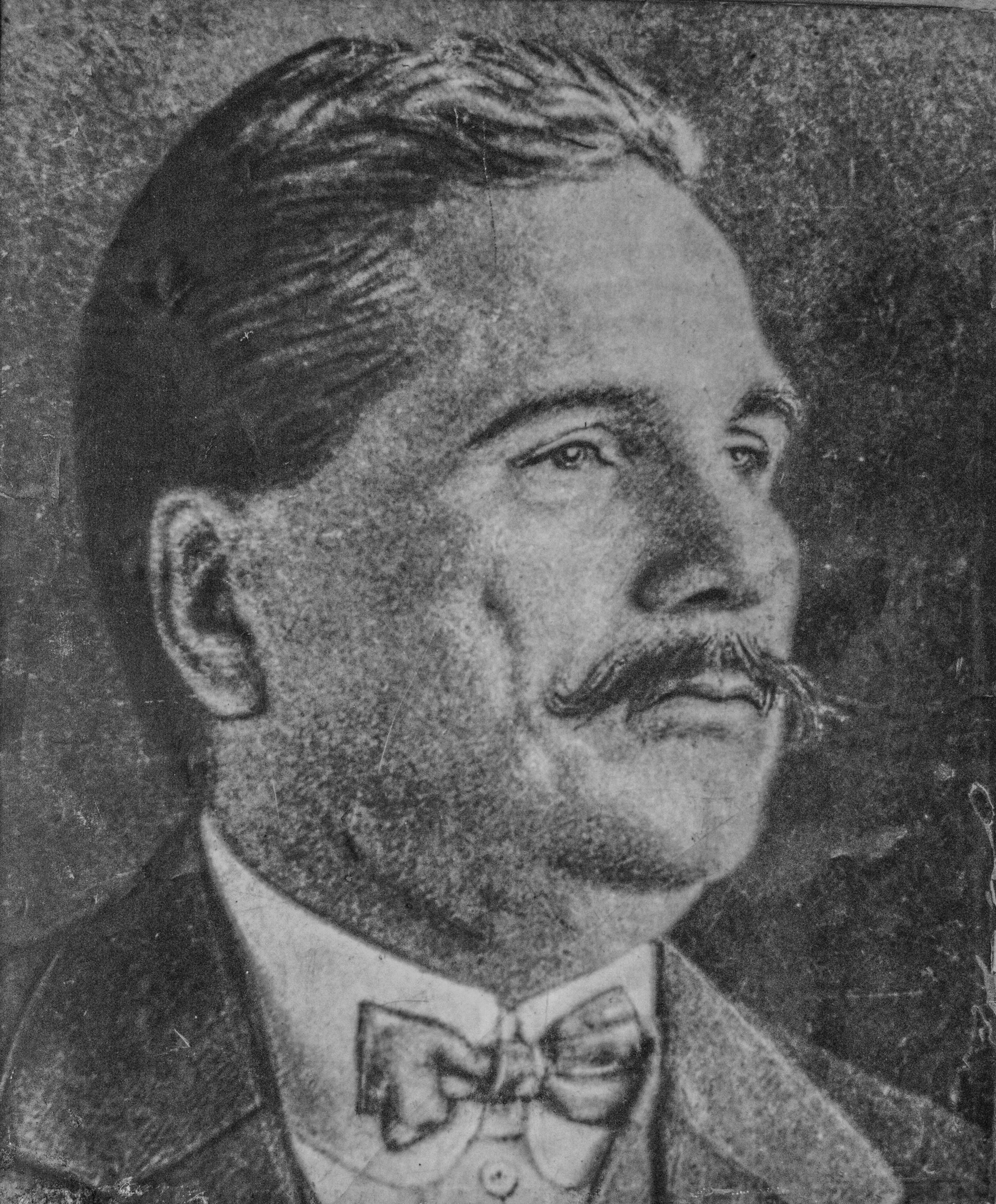
علامه محمد اقبال

رموز بی‌خودی (۱۹۱۷) نام اثری منظوم به زبان فارسی از اقبال لاهوری است که در قالب مثنوی سروده‌شده و دنباله‌ای بر منظومه اسرار خودی به‌شمار می‌رود. اقبال در رموز بی‌خودی، وظایف فردی یک مسلمان در امت اسلامی ایدئال، و نقش این جامعه در جهان را تصویر می‌کند. لاهوری می‌گوید امت اسلامی بایستی «خاتم ملت‌ها» باشد، همانند تمثیلی که قرآن از پیامبر اسلام با عنوان «رحمة لّلعالمین» کرده‌است.